# Jakob Wilhelm Fehrle

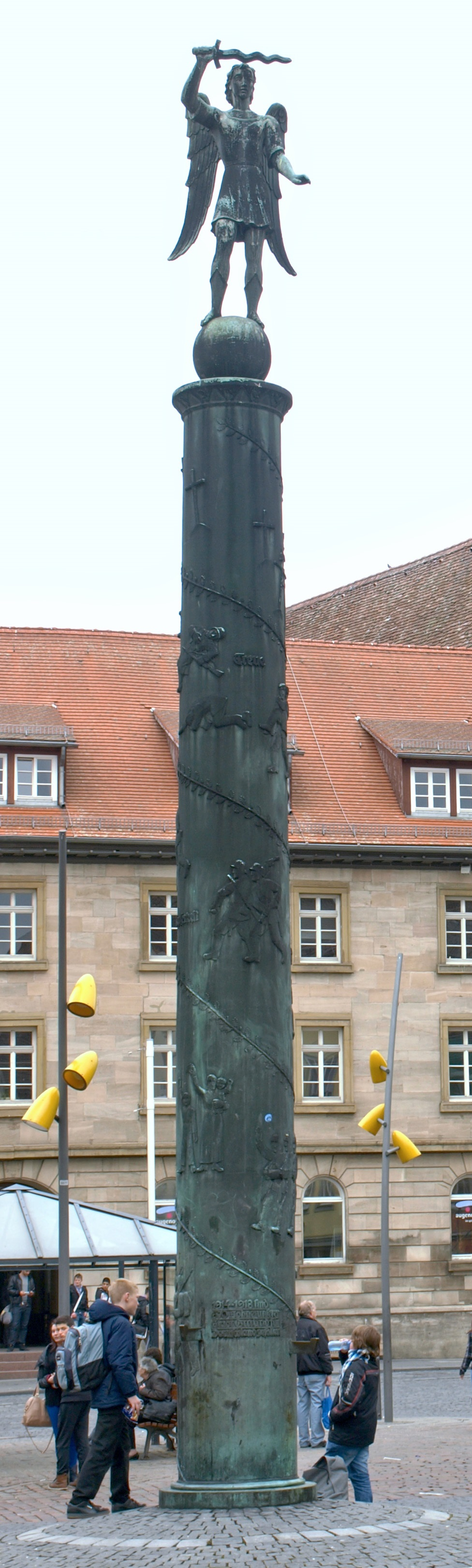
Gefallenendenkmal, Bronze, 1935, Marktplatz Schwäbisch Gmünd

Jakob Wilhelm Fehrle (* 27. November 1884 in Schwäbisch Gmünd; † 4. Februar 1974 ebenda)  war ein deutscher Maler, Zeichner und Bildhauer. Seine Schwester war die Bildhauerin und Krippenkünstlerin Anna Fehrle.

## Leben
Zunächst machte Fehrle, der aus einer Gärtnerfamilie stammte, von 1899 bis 1903 in der Firma Erhard & Söhne eine Lehre als Ziseleur. Anschließend studierte er von 1903 bis 1905 an der Kunstakademie Berlin bei Paul Meyerheim und arbeitete in der Werkstatt des Bildhauers Wilhelm Widemann. Danach studierte er bei Balthasar Schmitt an der Akademie der Bildenden Künste München. Bald erledigte er erste Auftragsarbeiten und hatte eine erste Ausstellung in Berlin. In den Jahren 1909/1910 hielt er sich zu Studienzwecken in Rom auf. In den Jahren 1910/1911 erlernte er in München gemeinsam mit Reinhold Nägele die Radierkunst.
Von 1911 bis 1914 unterhielt Fehrle ein Atelier in Paris am Montparnasse. Diese Zeit wurde bestimmend für sein späteres Werk. Hier lernte Fehrle nicht nur Künstler wie Karl Albiker, Georg Kolbe, Wilhelm Lehmbruck, Aristide Maillol, Pablo Picasso und Paul Klee kennen, sondern hier fand er „mit offenen Sinnen für das Neue“, so Fehrle rückblickend, zu einer eigenen Formensprache.
Von 1914 bis 1918 nahm Fehrle als Soldat am Ersten Weltkrieg teil. In den Kriegswirren ging sein Frühwerk verloren. Gleich nach dem Krieg zog er im Jahr 1918 zurück in seine Heimatstadt Schwäbisch Gmünd und betrieb seitdem dort bis zu seinem Tod ein eigenes Atelier im Zeppelinweg 4.
Im Jahr 1922 hatte Fehrle gemeinsam mit seiner Frau Klara Fehrle-Menrad (1884–1954) und Reinhold Nägele im Kunsthaus Schaller in Stuttgart eine Ausstellung. Ab 1923 beteiligte er sich an mehreren Ausstellungen der Stuttgarter Sezession. In den Jahren 1927 bis 1929 hatte er einen Lehrauftrag an der staatlichen Höheren Fachschule Schwäbisch Gmünd und wurde 1928 zum Professor ernannt. Fehrle war seit 1933 Mitglied der Reichskammer der bildenden Künste, ansonsten jedoch nicht in der NSDAP oder einzelnen Parteiorganisationen tätig, weshalb er durch die zuständige Spruchkammer am 14. November 1946 in die Gruppe der Nichtbetroffenen eingeordnet wurde.
1954 erhielt er anlässlich seines 70. Geburtstags aus den Händen seines Freundes, des Bundespräsidenten Theodor Heuss, das Große Verdienstkreuz der Bundesrepublik Deutschland.

## Werk
Fehrle galt bei seinen Zeitgenossen als „Meister sensibler Geistigkeit“. Er wurde von den Plastiken der Bildhauer Aristide Maillol und Wilhelm Lehmbruck beeinflusst und beschäftigte sich mit gotischer und indischer Plastik. Fast ausnahmslos stellte Fehrle den weiblichen Körper als Einzelfigur in einer gleichmäßigen Modellierung dar und schuf schlanke, bewegte, überlängte Gestalten. Zuerst waren es nackte Modelle mit schmalen Stoffdraperien wie die Gotische Eva (1910) oder Louise (Pariserin) (1912) sowie Aphrodite (1913) und Claudia (1914). Um 1913 entstanden die von ihm entworfenen und gefertigten Skulpturen der weiblichen Fabelwesen Meerjungfrauen, Harpyien etc. an den Fenstern des Alten Theaters in Heilbronn. Auch die erhalten gebliebenen weiblichen Bronzefiguren im Foyer des Alten Theaters stammen aus seiner Hand. Die Bronzefiguren von Fehrle aus dem Foyer des alten Theaters wurden 1974 im Historischen Museum Heilbronn im Rahmen der Ausstellung „Blüte und Untergang des alten Theaters“ gezeigt. Später schuf er  schlanke, bewegte, überlängte Figuren mit teilweise gotisierenden Gewändern wie die Madonna (1921) oder Verkündigung (1922).
Die Figuren zeigen die „Bewegung des ruhenden Körpers von der verhaltenen Melodik des Sichbiegens und Beugens bis hin zu kapriziösen, reich verschlungenen Wendungen von Körper und Gewand. Der Gesichtsaussdruck ist verhalten und innig.“ Die „maskenhaften Züge“ wurden in den 1920er Jahren von einem „malerisch barocken Lebensgefühl“ verdrängt. Fehrle zeigte weibliche Akte  meist „aufrecht stehend als Torso oder als ‚bewegte Säule‘ (Bühner, 1971) in einer gänzlich diesseitigen, körperlich-sinnlichen Unmittelbarkeit. Sie bewahren Anmut, sind individuell wiedergegeben und rundumansichtig ohne Hauptschauseite.“
Er schuf klar gebaute Figuren in Bronze und Stein, Bronzebüsten, viele Denkmäler und Brunnen, besonders für schwäbische Städte und Gemeinden. Fehrle beteiligte sich 1928 (zusammen mit Hans Herkommer und August Babberger) an der Neugestaltung des Marktplatzes in Schwenningen mit einem Marktbrunnen und der Bronzeplastik Der junge Neckar. Auf der Jahresausstellung des Deutschen Künstlerbundes 1929 im Kölner Staatenhaus zeigte er die Bronzefigur eines sitzenden Mädchens.
Einige frühere Arbeiten Fehrles entsprachen nicht dem nazistischen Kunstkanon, und 1937 wurden in der Aktion „Entartete Kunst“ vier davon aus öffentlichen Sammlungen in Deutschland beschlagnahmt. Andererseits erhielt er jedoch große öffentliche Aufträge der NS- Machthaber. So entstand 1935 das Kriegerdenkmal in Schwäbisch Gmünd für die Gefallenen des Ersten Weltkrieges, eine neun Meter hohe aus 21 Gussteilen gefertigte Bronzesäule nach Vorbild der Trajanssäule mit umlaufendem Relief ausziehender, kämpfender und fallender Soldaten, gekrönt von Hakenkreuz und Reichsadler. Nachdem die Säule 1946 vorübergehend abgebaut wurde, wurde 1952 statt Hakenkreuz und Adler ein ebenfalls von Fehrle gefertigter Erzengel Michael auf einer Kugel aufgesetzt und die Säule dem Gedenken der Gefallenen des Ersten und Zweiten Weltkriegs gewidmet. Von 1939 bis 1944 war Fehrle mit 17 Plastiken auf der Großen Deutschen Kunstausstellung in München vertreten. Dabei erwarb Joachim von Ribbentrop 1939 die Porträtbüste Ophelia (Alabaster) und Joseph Goebbels 1940 Julia (Bronze).
1948 wurde die ursprüngliche Verkündigungsgruppe (Maria und Erzengel Gabriel) am nördlichen Langhausportal des Heilig-Kreuz-Münsters in Schwäbisch Gmünd geborgen und durch eine moderne Verkündigungsgruppe von Fehrle ersetzt. Die beiden Figuren aus getöntem Steinguss wurden von Peter Spranger als „zwei kühne Fremdkörper am gotischen Bau“ bezeichnet. Die Originale aus dem 14. Jahrhundert befinden sich heute hinter ihnen im Inneren der Kirche.
2017 wurde ein von ihm 1938 geschaffenes und signiertes Reliefporträt Adolf Hitlers aus dem Rhein in Basel geborgen; es befindet sich seither im Historischen Museum.
Sein Werk zeigt stilistische, ästhetische, politische und wirtschaftliche Umbruchphasen, geprägt durch Historismus und Jugendstil, Expressionismus und Kubismus, Deutsches Kaiserreich, Weimarer Republik und zwei Weltkriege, Nationalsozialismus und Nachkriegsdemokratie.
Sein Atelier im Zeppelinweg 4 (→ Lage) in Schwäbisch Gmünd, in dem er bis wenige Tage vor seinem Tod arbeitete, blieb seitdem unverändert und steht unter Denkmalschutz. Es wurde 2024 von seiner Tochter Cornelia Fehrle-Choms verkauft und soll ein Museum werden.

## Galerie

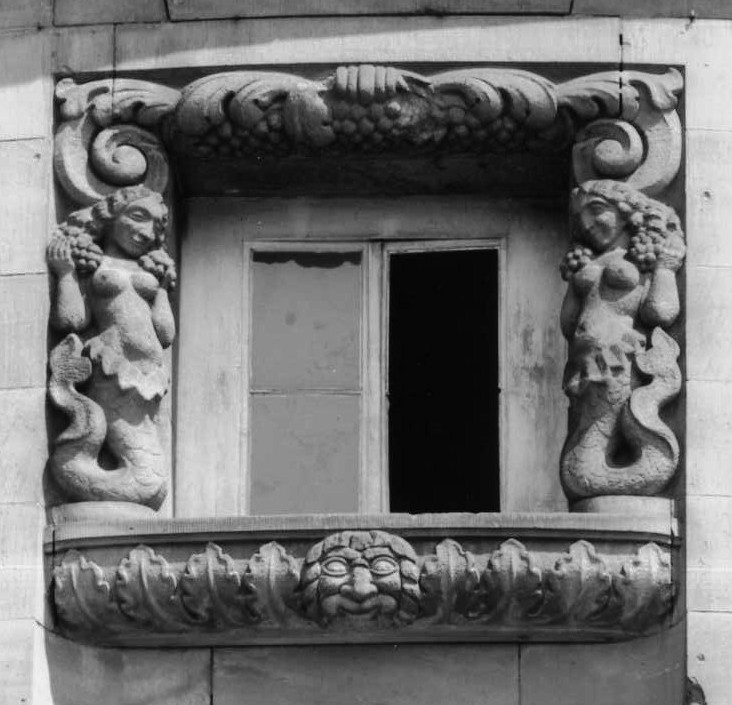
Meerjungfrauen, um 1913, Altes Theater in Heilbronn
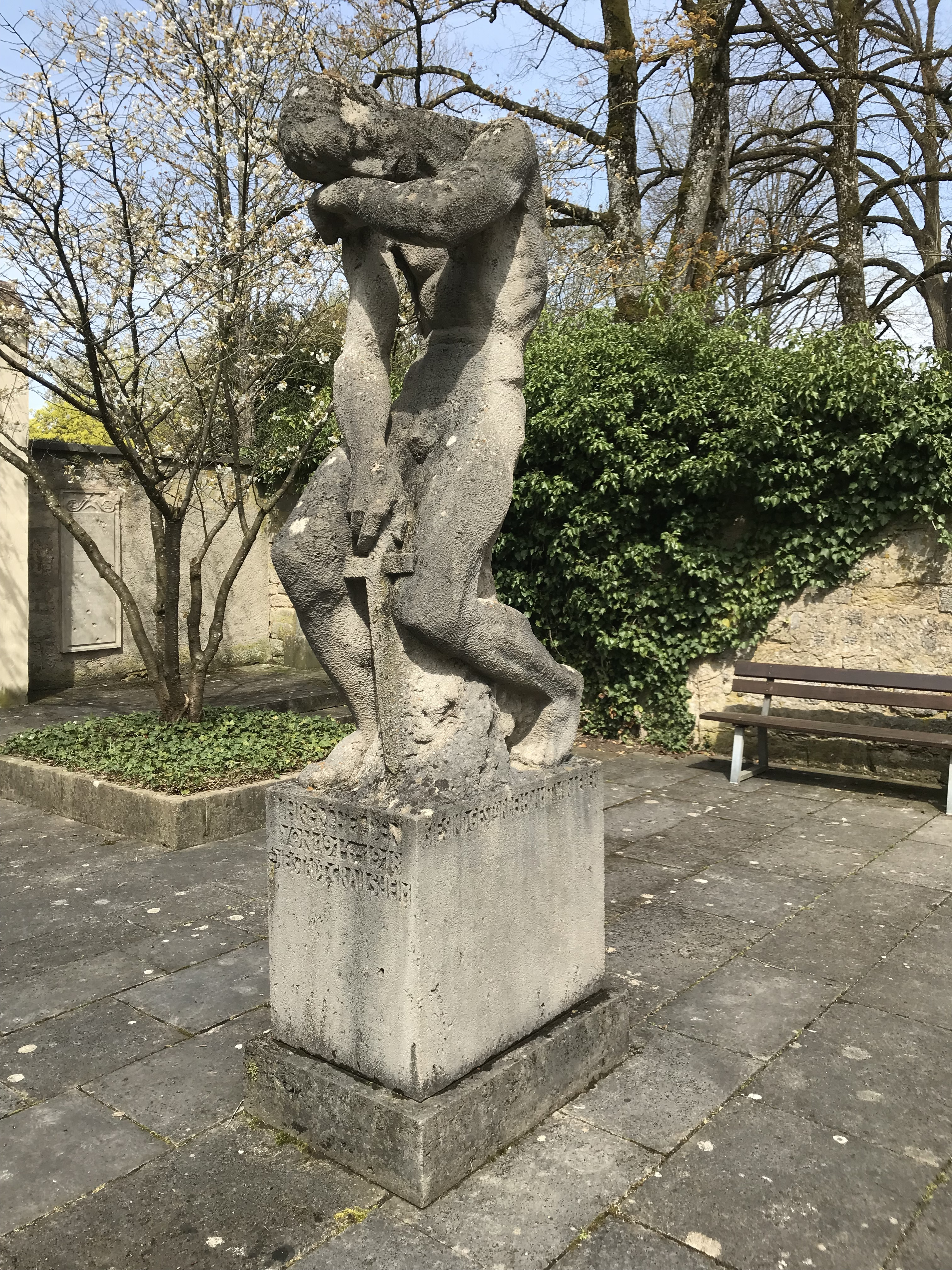
Kriegerdenkmal des Ersten Weltkriegs nach einem Entwurf von Wilhelm Jost, 1927, Ehrenfriedhof Crailsheim
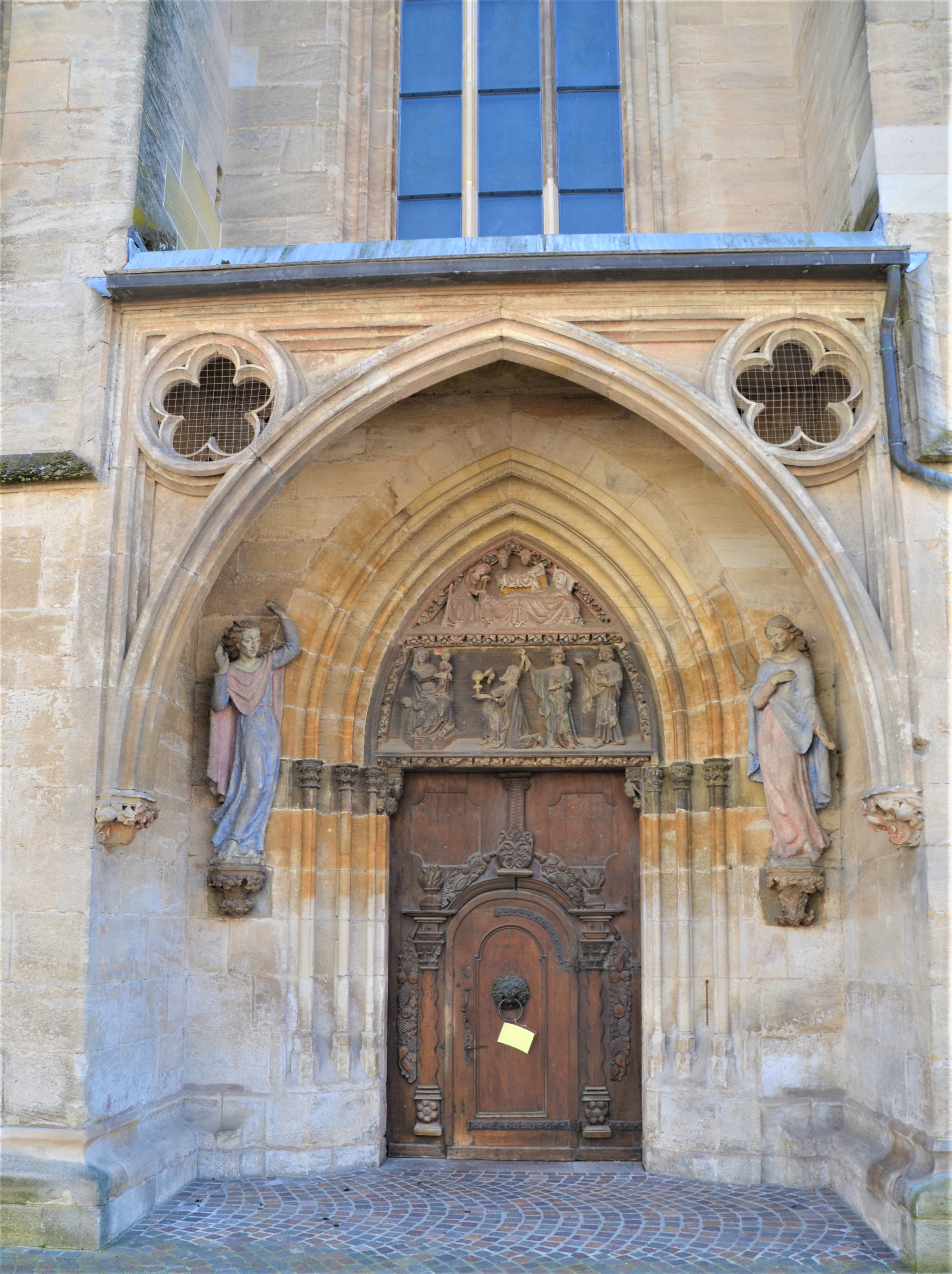
Verkündigungsgruppe, Steinguss, 1948, Nördliches Langhausportal des Heilig-Kreuz-Münsters in Schwäbisch Gmünd
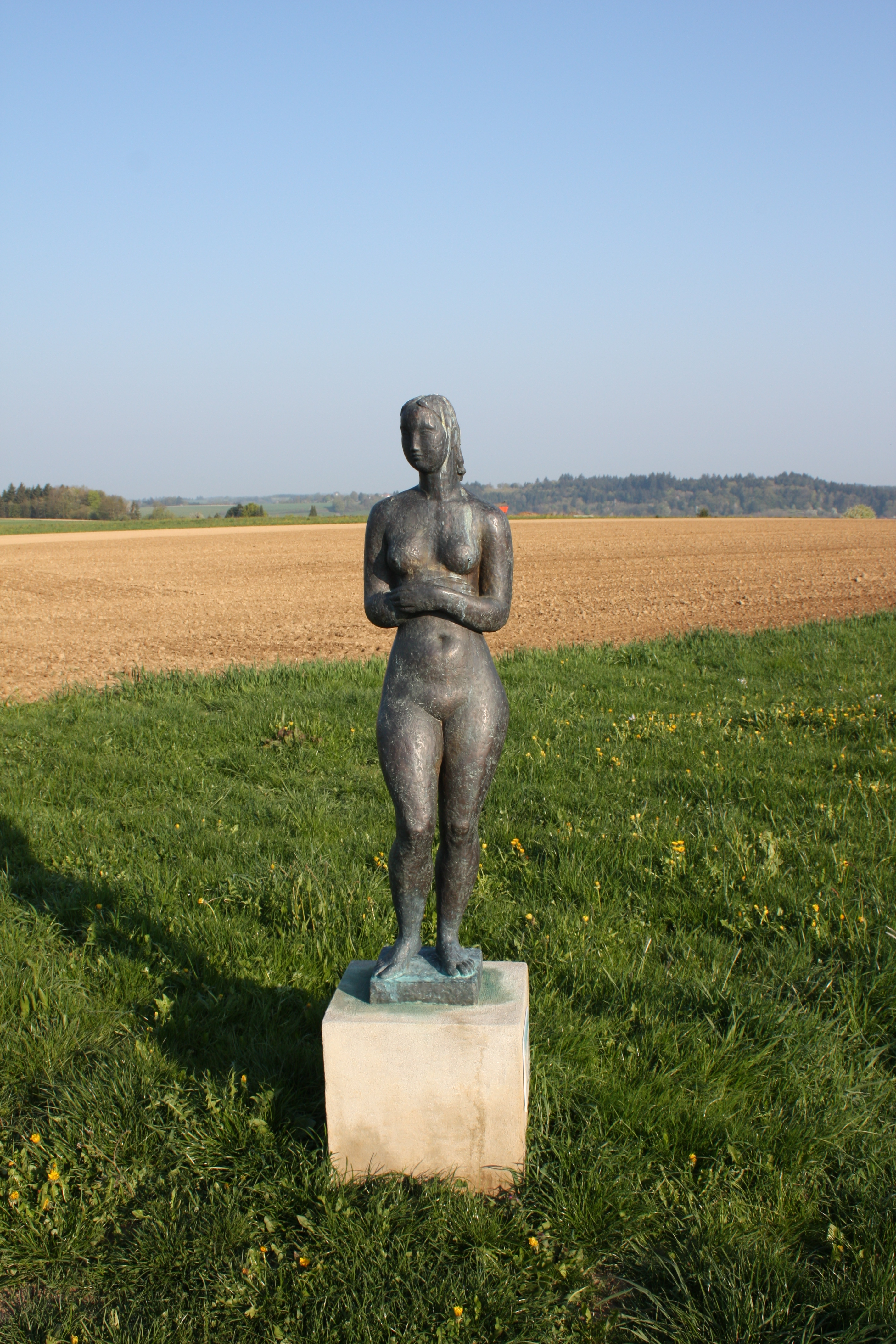
Mädchen, Bronzeguss 1952, Wege zur Kunst, Schwäbisch Gmünd
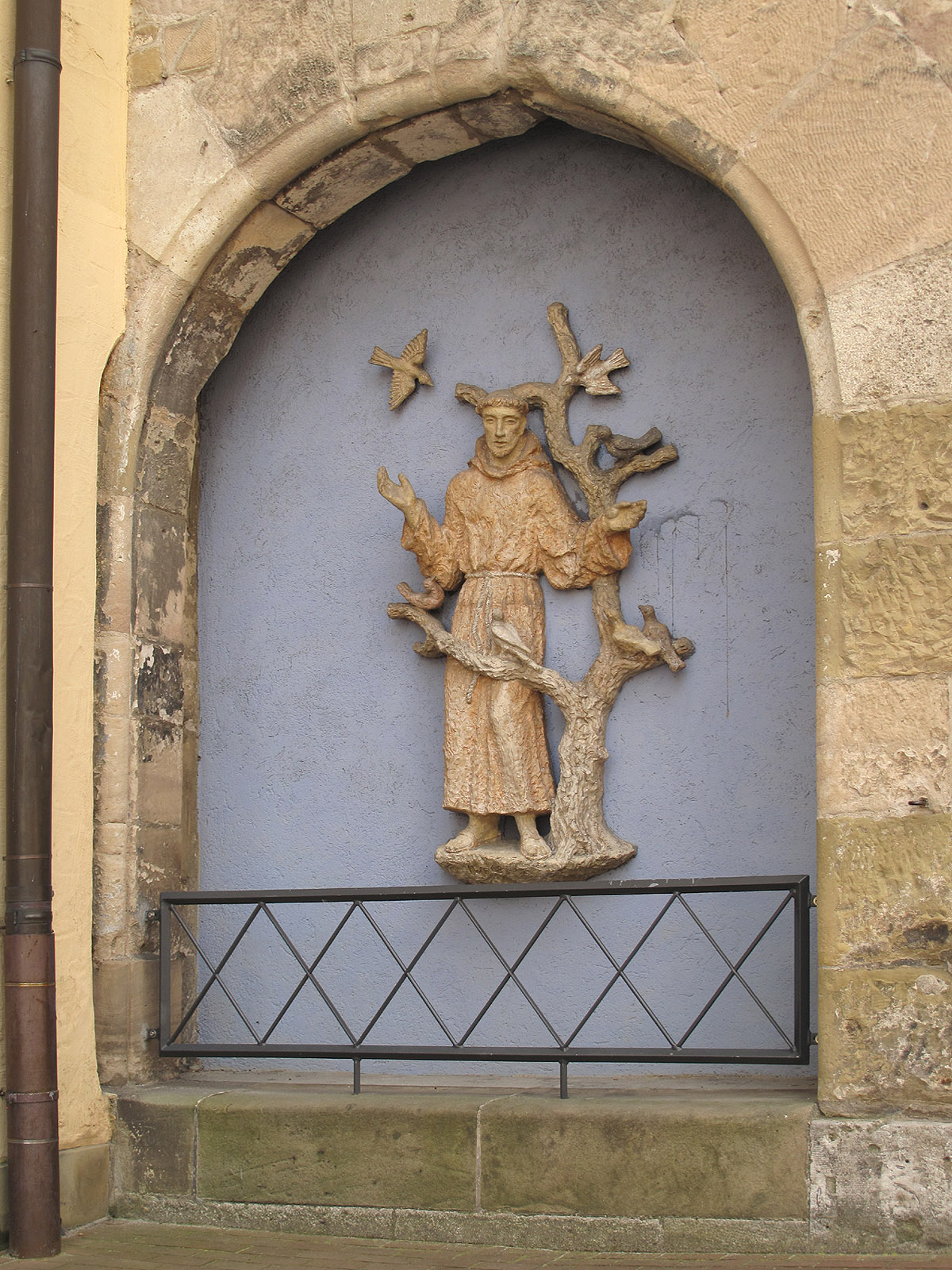
Franz von Assisi, 1968, St. Franziskus in Schwäbisch Gmünd
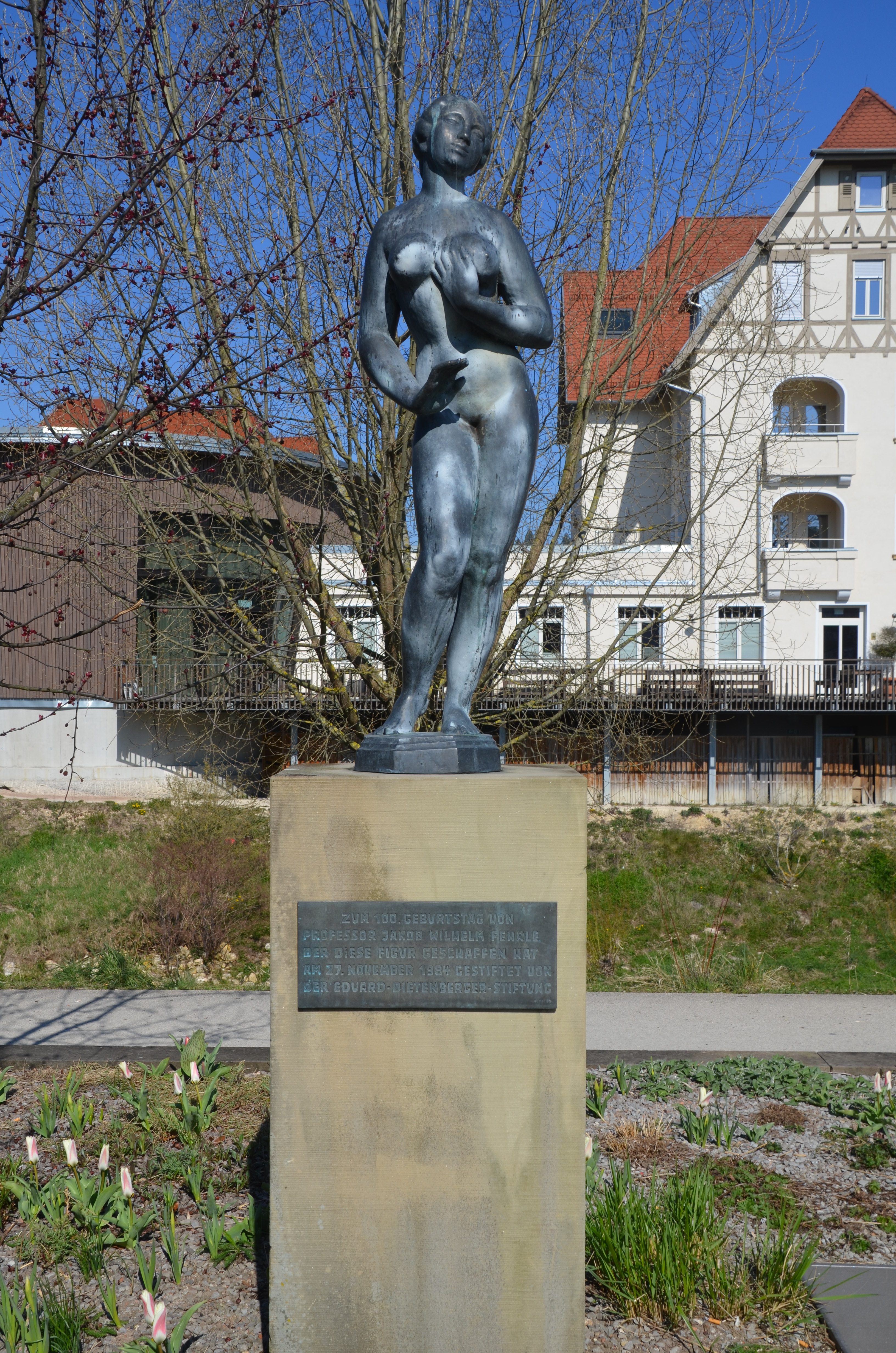
Zum 100. Geburtstag von Fehrle im Jahre 1984 im Stadtgarten in Schwäbisch Gmünd aufgestellte Skulptur
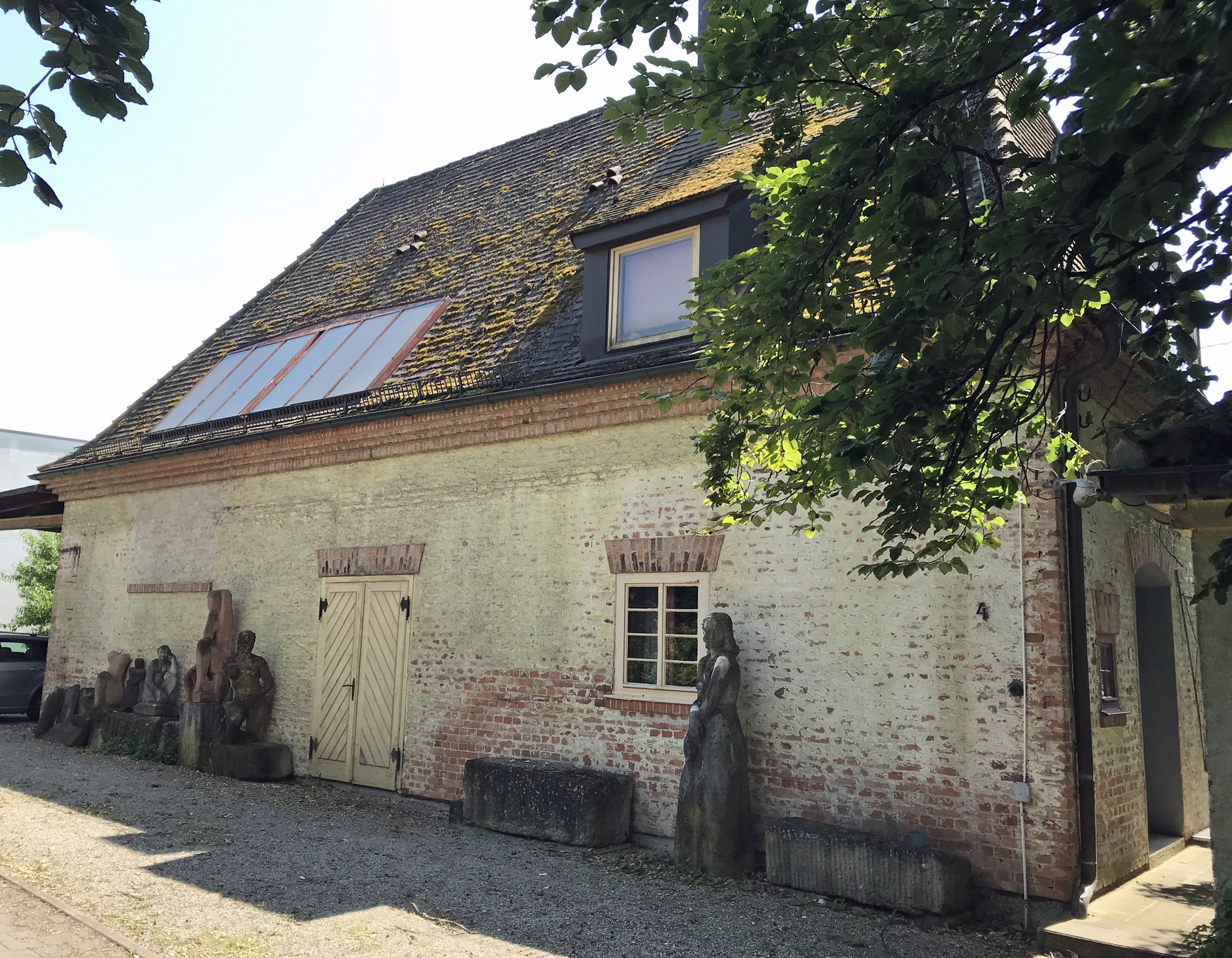
Ehemaliges Atelier in Schwäbisch Gmünd
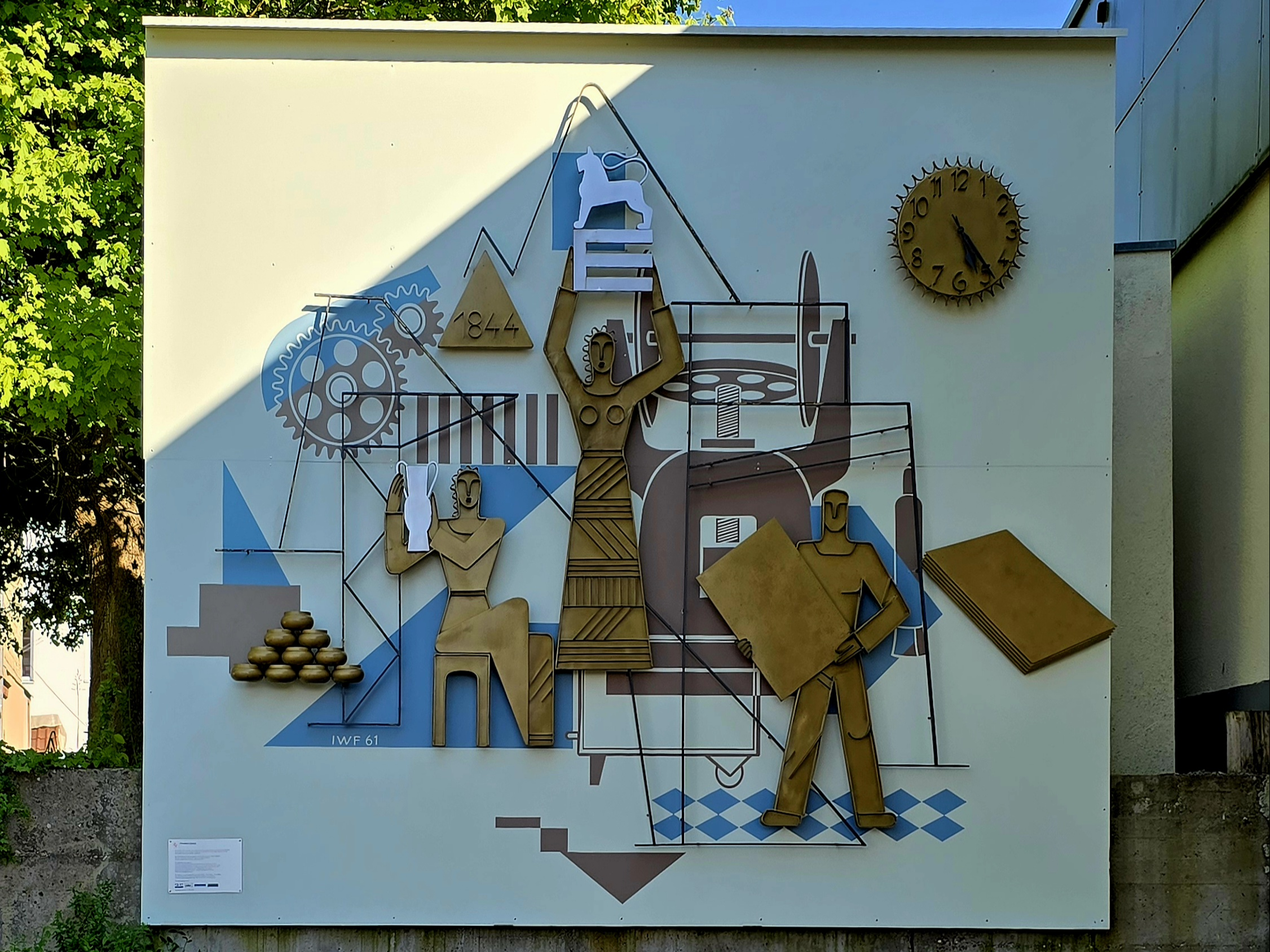
Metall-Plastik von 1961 für Erhard & Söhne